# 起義廣場站
起義廣場站（羅馬化：Ploshchad Vosstaniya）是聖彼得堡地鐵基洛夫－維堡線的一個車站。起義廣場站是聖彼得堡地鐵最早開通的車站，開通於1955年11月15日。車站的深度達地下58米，站名來自於附近的起義廣場。在該站可換乘莫斯科站。